# Protestantse kerk (Hooge Zwaluwe)

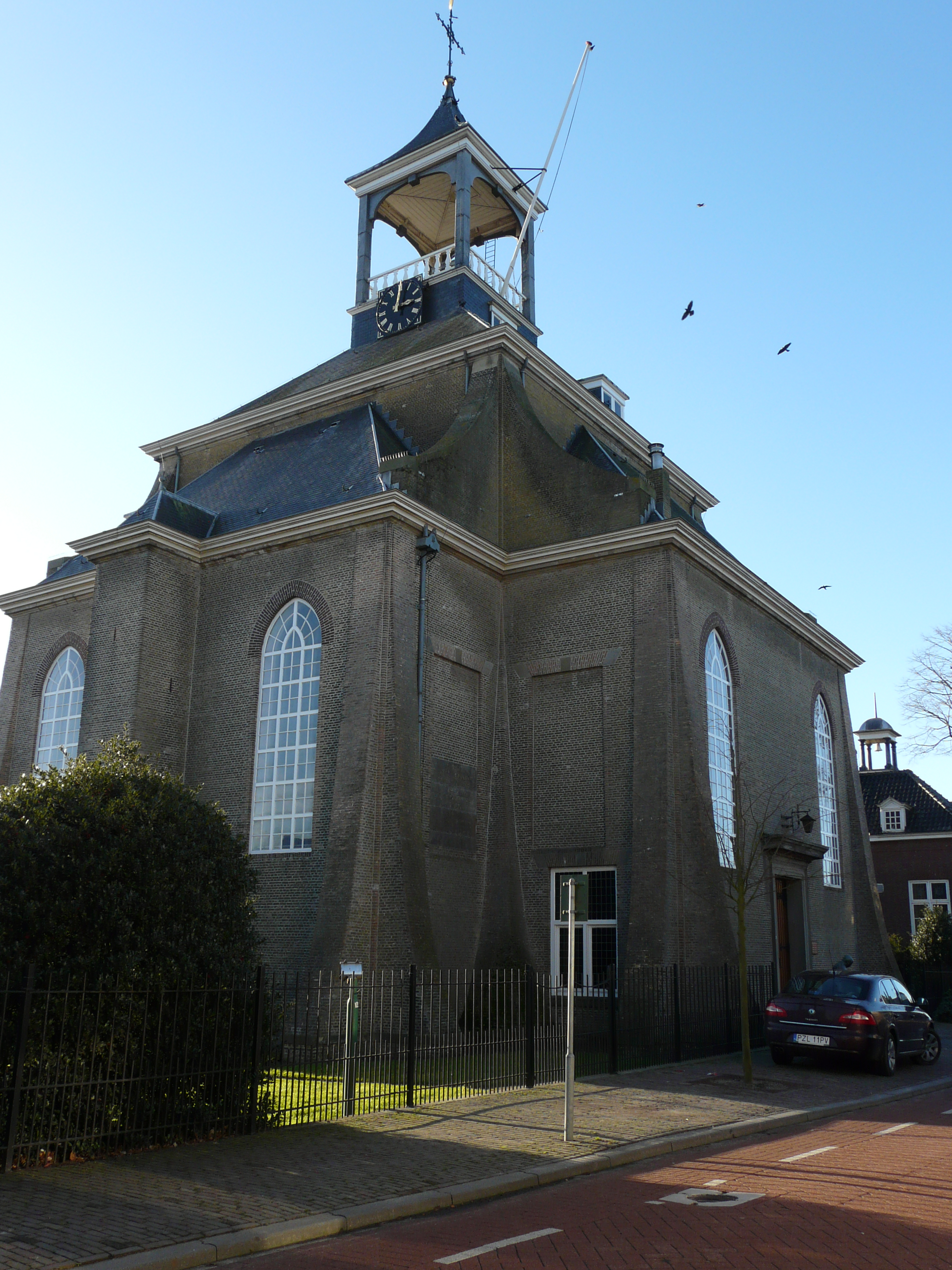

Protestantse kerk is een kerk gelegen aan de Raadhuisstraat in Hooge Zwaluwe in Noord-Brabant.
De kerk is gebouwd voor de protestantse eredienst en werd ontworpen door Jacob van Campen. De bouw was mogelijk door steun van Prins Frederik. In 1641 kwam het bouwwerk gereed. Herstel was noodzakelijk in 1859 en in 1910 brandde de kerk geheel uit. Er volgde herbouw in gewijzigde vorm. In 1951 werd bij een restauratie de in de Tweede Wereldoorlog opgelopen schade hersteld.
De kerk heeft een open koepel op het piramidale dak uit 1912. Het orgel is in 1865 gebouwd. Er is een eiken kansel in Lodewijk XV-stijl, uit circa 1760.

## Galerij

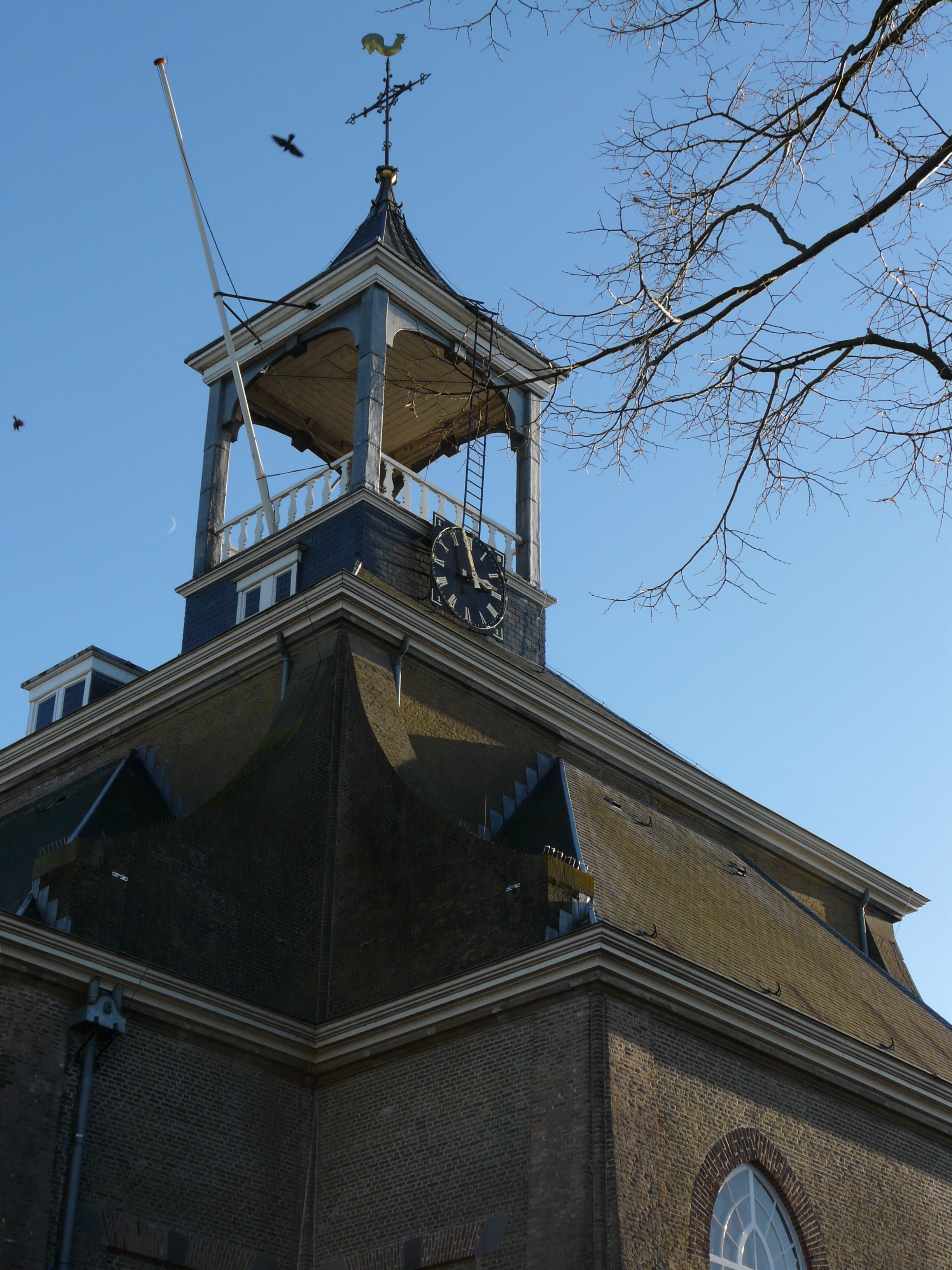
Toren